# Galaninski receptor
Galaninski receptor je G protein-spregnuti receptor, ili metabotropni receptor koji vezuje galanin.
Galaninski receptori se mogu naći u perifernom i centralnom nervnom sistemu kao i u endokrinom sistemu. Do sada je poznato da postoje tri tipa: , , i . Specifična funkcija svih podtipova nije potpuno istražena. Nedavno je došlo do napretka u pravljenju podtip-specifičnih nokaut miševa, i prvih selektivnih liganda galaninskih receptorskih podtipova. Selektivni galaninski agonisti su antiepileptici, dok su antagonisti antidepresanti i anksiolitici u životinjskim studijama,, tako da bilo agonisti ili antagonisti galaninskog receptora mogu potencijalno biti lekovi.

## Ligandi
Neselektivni
- Galanin
- Galanin 1-15 fragment
- Galaninu sličan peptid - agonist  i , ali ne  receptora
- Galmik[13]
- Galnon[14]
- 5055[15][16]

 selektivni
- M617 peptid

 selektivni
- Galanin 2-11 amid - takođe poznat kao AR-M 1896, antikonvulziv kod miševa, CAS# 367518-31-8
- M1145 - selektivan u odnosu na GalR1 i GalR3[17]

### Antagonisti
Neselektivni
- M35 peptid

 selektivni
- -202,596

 selektivni
- M871 peptid

 selektivni
- -37889[18]
- -398,299[19]

## Literatura
1. ↑  Lang R, Gundlach AL, Kofler B (2007). „The galanin peptide family: receptor pharmacology, pleiotropic biological actions, and implications in health and disease”. Pharmacol. Ther. 115 (2): 177—207. PMID 17604107. doi:10.1016/j.pharmthera.2007.05.009.
2. ↑  Branchek TA, Smith KE, Gerald C, Walker MW (2000). „Galanin receptor subtypes”. Trends Pharmacol. Sci. 21 (3): 109—17. PMID 10689365. doi:10.1016/S0165-6147(00)01446-2.
3. ↑  Rustay NR, Wrenn CC, Kinney JW, Holmes A, Bailey KR, Sullivan TL, Harris AP, Long KC, Saavedra MC, Starosta G, Innerfield CE, Yang RJ, Dreiling JL, Crawley JN (2005). „Galanin impairs performance on learning and memory tasks: findings from galanin transgenic and GAL-R1 knockout mice”. Neuropeptides. 39 (3): 239—43. PMID 15944016. doi:10.1016/j.npep.2004.12.026.
4. ↑  Lu X, Ross B, Sanchez-Alavez M, Zorrilla EP, Bartfai T (2008). „Phenotypic analysis of GalR2 knockout mice in anxiety- and depression-related behavioral tests”. Neuropeptides. 42 (4): 387—97. PMID 18554714. doi:10.1016/j.npep.2008.04.009.
5. ↑  Mazarati A, Lundström L, Sollenberg U, Shin D, Langel U, Sankar R (2006). „Regulation of kindling epileptogenesis by hippocampal galanin type 1 and type 2 receptors: The effects of subtype-selective agonists and the role of G-protein-mediated signaling”. The Journal of Pharmacology and Experimental Therapeutics. 318 (2): 700—8. PMC 1508166 . PMID 16699066. doi:10.1124/jpet.106.104703.
6. ↑  Lerner JT, Sankar R, Mazarati AM (2008). „Galanin and epilepsy”. Cellular and Molecular Life Sciences : CMLS. 65 (12): 1864—71. PMID 18500639. doi:10.1007/s00018-008-8161-8.
7. ↑  Zhang L, Robertson CR, Green BR, Pruess TH, White HS, Bulaj G (2009). „Structural Requirements for a Lipoamino Acid in Modulating the Anticonvulsant Activities of Systemically Active Galanin Analogues”. Journal of Medicinal Chemistry. 52 (5): 1310—6. PMC 2765488 . PMID 19199479. doi:10.1021/jm801397w.
8. ↑  Lu X, Barr AM, Kinney JW, Sanna P, Conti B, Behrens MM, Bartfai T (2005). „A role for galanin in antidepressant actions with a focus on the dorsal raphe nucleus”. Proceedings of the National Academy of Sciences of the United States of America. 102 (3): 874—9. PMC 545581 . PMID 15647369. doi:10.1073/pnas.0408891102.
9. ↑  Barr AM, Kinney JW, Hill MN, Lu X, Biros S, Rebek J, Bartfai T (2006). „A novel, systemically active, selective galanin receptor type-3 ligand exhibits antidepressant-like activity in preclinical tests”. Neuroscience Letters. 405 (1-2): 111—5. PMID 16854525. doi:10.1016/j.neulet.2006.06.033.
10. ↑  Lu X, Sharkey L, Bartfai T (2007). „The brain galanin receptors: targets for novel antidepressant drugs”. CNS & Neurological Disorders Drug Targets. 6 (3): 183—92. PMID 17511615. doi:10.2174/187152707780619335.
11. ↑  Kuteeva E, Hökfelt T, Wardi T, Ogren SO (2008). „Galanin, galanin receptor subtypes and depression-like behaviour”. Cellular and Molecular Life Sciences : CMLS. 65 (12): 1854—63. PMID 18500640. doi:10.1007/s00018-008-8160-9.
12. ↑  Kuteeva E, Wardi T, Lundström L, Sollenberg U, Langel U, Hökfelt T, Ogren SO (2008). „Differential role of galanin receptors in the regulation of depression-like behavior and monoamine/stress-related genes at the cell body level”. Neuropsychopharmacology : Official Publication of the American College of Neuropsychopharmacology. 33 (11): 2573—85. PMID 18172432. doi:10.1038/sj.npp.1301660.
13. ↑  Ceide SC, Trembleau L, Haberhauer G, Somogyi L, Lu X, Bartfai T, Rebek J (2004). „Synthesis of galmic: a nonpeptide galanin receptor agonist”. Proceedings of the National Academy of Sciences of the United States of America. 101 (48): 16727—32. PMC 534730 . PMID 15557002. doi:10.1073/pnas.0407543101.
14. ↑  Rajarao SJ, Platt B, Sukoff SJ, Lin Q, Bender CN, Nieuwenhuijsen BW, Ring RH, Schechter LE, Rosenzweig-Lipson S, Beyer CE (2007). „Anxiolytic-like activity of the non-selective galanin receptor agonist, galnon”. Neuropeptides. 41 (5): 307—20. PMID 17637475. doi:10.1016/j.npep.2007.05.001.
15. ↑  Bulaj G, Green BR, Lee HK, Robertson CR, White K, Zhang L, Sochanska M, Flynn SP, Scholl EA, Pruess TH, Smith MD, White HS (2008). „Design, synthesis, and characterization of high-affinity, systemically-active galanin analogues with potent anticonvulsant activities”. Journal of Medicinal Chemistry. 51 (24): 8038—47. PMID 19053761. doi:10.1021/jm801088x.
16. ↑  White HS, Scholl EA, Klein BD, Flynn SP, Pruess TH, Green BR, Zhang L, Bulaj G (2009). „Developing novel antiepileptic drugs: characterization of NAX 5055, a systemically-active galanin analog, in epilepsy models”. Neurotherapeutics : the Journal of the American Society for Experimental NeuroTherapeutics. 6 (2): 372—80. PMID 19332332. doi:10.1016/j.nurt.2009.01.001.
17. ↑  Runesson J, Saar I, Lundström L, Järv J, Langel U (2009). „A novel GalR2-specific peptide agonist”. Neuropeptides. 43 (3): 187—92. PMID 19467704. doi:10.1016/j.npep.2009.04.004.
18. ↑  Ogren SO, Kuteeva E, Hökfelt T, Kehr J (2006). „Galanin receptor antagonists : a potential novel pharmacological treatment for mood disorders”. CNS Drugs. 20 (8): 633—54. PMID 16863269.
19. ↑  Swanson CJ, Blackburn TP, Zhang X, Zheng K, Xu ZQ, Hökfelt T, Wolinsky TD, Konkel MJ, Chen H, Zhong H, Walker MW, Craig DA, Gerald CP, Branchek TA (2005). „Anxiolytic- and antidepressant-like profiles of the galanin-3 receptor (Gal3) antagonists SNAP 37889 and SNAP 398299”. Proceedings of the National Academy of Sciences of the United States of America. 102 (48): 17489—94. PMC 1283534 . PMID 16287967. doi:10.1073/pnas.0508970102.

## Spoljašnje veze
- „Galaninski receptori”. IUPHAR baza podataka receptora i jonskih kanala. Internacionalna unija za baznu i kliničku farmakologiju.
- Galanin+Receptors на 